# Sommer-Paralympics 2012/Schwimmen

Logo der Sommer-Paralympics 2012

Bei den Sommer-Paralympics 2012 in London werden Medaillen in insgesamt 148 Wettbewerben im Schwimmen vergeben. Die Entscheidungen fallen zwischen dem 30. August und dem 8. September 2012 im Aquatics Centre, wo auch die olympischen Wettkämpfe stattfanden.

## Wettbewerbe und Zeitplan

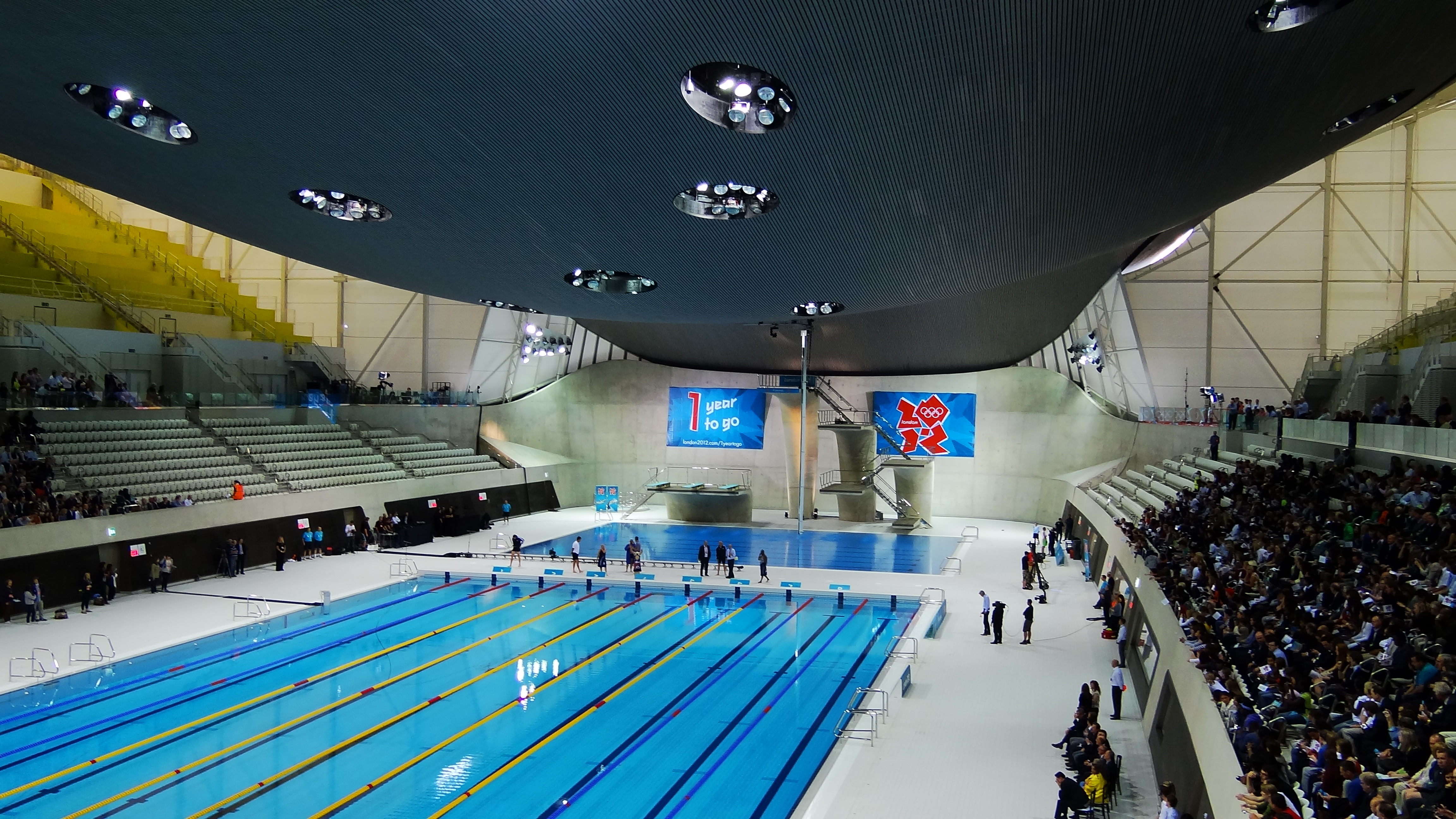
Im Aquatics Centre finden die Beckenwettbewerbe statt

| Wettbewerbe und Zeitplan     | Wettbewerbe und Zeitplan | Wettbewerbe und Zeitplan |
| Tag                          | Vorläufe im Morgenprogramm 9:30 Uhr bis 12:00 Uhr MESZ Finale im Abendprogramm 17:30 Uhr bis 21:00 Uhr MESZ                                                         | Vorläufe im Morgenprogramm 9:30 Uhr bis 12:00 Uhr MESZ Finale im Abendprogramm 17:30 Uhr bis 21:00 Uhr MESZ                                                      |
| Tag                          | Männer | Frauen |
| ---------------------------- | --- | --- |
| Donnerstag 30. August 2012   | 100 m Rücken S6 400 m Freistil S12 100 m Schmetterling S8 100 m Rücken S7 100 m Schmetterling S9 200 m Lagen SM10 50 m Freistil S5 50 m Brust SB2                   | 100 m Rücken S6 400 m Freistil S12 100 m Schmetterling S8 100 m Rücken S7 100 m Schmetterling S9 200 m Lagen SM10 50 m Freistil S5                               |
| Freitag 31. August 2012      | 400 m Freistil S8 50 m Schmetterling S7 50 m Freistil S10 100 m Rücken S9 100 m Freistil S11 100 m Rücken S14 100 m Schmetterling S13 50 m Freistil S4              | 400 m Freistil S8 50 m Schmetterling S7 50 m Freistil S10 100 m Rücken S9 100 m Freistil S11 100 m Rücken S14 200 m Lagen SM5                                    |
| Samstag 1. September 2012    | 100 m Schmetterling S10 400 m Freistil S6 100 m Brust SB8 200 m Freistil S5 50 m Freistil S11 50 m Freistil S13 100 m Brust SB7 200 m Freistil S2                   | 100 m Schmetterling S10 400 m Freistil S6 100 m Brust SB8 200 m Freistil S5 50 m Freistil S11 50 m Freistil S13 100 m Brust SB7                                  |
| Sonntag 2. September 2012    | 200 m Lagen SM7 200 m Freistil S14 100 m Rücken S11 100 m Freistil S13 100 m Schmetterling S12 150 m Lagen SM4 150 m Lagen SM3 4 × 100 Meter Freistil Staffel       | 200 m Lagen SM7 200 m Freistil S14 100 m Rücken S11 100 m Freistil S13 100 m Schmetterling S12 50 m Freistil S8                                                  |
| Montag 3. September 2012     | 200 m Lagen SM6 100 m Freistil S7 100 m Freistil S2 100 m Brust SB11 200 m Lagen SM12 100 m Rücken S13 50 m Freistil S8 50 m Brust SB3                              | 200 m Lagen SM6 100 m Freistil S7 100 m Freistil S3 100 m Brust SB11 200 m Lagen SM12 4 × 100 Meter Freistil Staffel                                             |
| Dienstag 4. September 2012   | 100 m Rücken S8 50 m Freistil S6 400 m Freistil S9 100 m Rücken S10 100 m Brust SB4 100 m Freistil S12 50 m Freistil S7 400 m Freistil S13                          | 100 m Rücken S8 50 m Freistil S6 400 m Freistil S9 100 m Rücken S10 100 m Brust SB4 100 m Freistil S12 50 m Freistil S7                                          |
| Mittwoch 5. September 2012   | 200 m Lagen SM8 400 m Freistil S10 100 m Brust SB5 100 m Rücken S12 100 m Brust SB6 50 m Rücken S2 50 m Freistil S9 100 m Freistil S4                               | 200 m Lagen SM8 400 m Freistil S10 100 m Brust SB5 100 m Rücken S12 100 m Brust SB6 50 m Rücken S2 50 m Freistil S9                                              |
| Donnerstag 6. September 2012 | 200 m Lagen SM9 400 m Freistil S7 100 m Brust SB14 50 m Rücken S4 100 m Freistil S8 50 m Rücken S5 50 m Rücken S1 100 m Freistil S10 100 m Schmetterling S11        | 200 m Lagen SM9 400 m Freistil S7 100 m Brust SB14 50 m Rücken S4 100 m Freistil S8 100 m Freistil S10                                                           |
| Freitag 7. September 2012    | 100 m Freistil S9 400 m Freistil S11 50 m Schmetterling S6 50 m Freistil S2 50 m Schmetterling S5 50 m Freistil S12 200 m Lagen SM13                                | 100 m Freistil S9 400 m Freistil S11 50 m Schmetterling S6 50 m Freistil S3 50 m Schmetterling S5 50 m Freistil S12 200 m Lagen SM13 4 × 100 Meter Lagen Staffel |
| Samstag 8. September 2012    | 100 m Brust SB9 100 m Freistil S6 100 m Brust SB12 100 m Freistil S5 100 m Brust SB13 200 m Lagen SM11 200 m Freistil S4 50 m Rücken S3 4 × 100 Meter Lagen Staffel | 100 m Brust SB9 100 m Freistil S6 100 m Brust SB12 100 m Freistil S5 100 m Brust SB13 200 m Lagen SM11                                                           |

## Ergebnisse Männer

### 50 Meter Freistil
| Klasse | Datum            | Goldmedaille        | Goldmedaille        | Goldmedaille | Silbermedaille      | Silbermedaille           | Silbermedaille | Bronzemedaille      | Bronzemedaille            | Bronzemedaille |
| Klasse | Datum            | Land                | Sportler            | Zeit (min)   | Land                | Sportler                 | Zeit (min)     | Land                | Sportler                  | Zeit (min)     |
| ------ | ---------------- | ------------------- | ------------------- | ------------ | ------------------- | ------------------------ | -------------- | ------------------- | ------------------------- | -------------- |
| S2     | 7.09.2012 18:43  | Volksrepublik China | Yang Yang           | 1:01,39      | Russland            | Dmitrii Kokarev          | 1:02,47        | Griechenland        | Aristeidis Makrodimitris  | 1:04,86        |
| S4     | 31.08.2012 20:34 | Ukraine             | Eskender Mustafaiev | 0:38,26      | Frankreich          | David Smétanine          | 0:38,75        | Tschechien          | Jan Povysil               | 0:39,47        |
| S5     | 30.08.2012 20:09 | Brasilien           | Daniel Dias         | 0:32,05      | Spanien             | Sebastián Rodríguez      | 0:33,44        | USA                 | Roy Perkins               | 0:33,69        |
| S6     | 4.09.2012 17:42  | Volksrepublik China | Qing Xu             | 0:28,57      | Kuba                | Lorenzo Perez Escalona   | 0:30,04        | Volksrepublik China | Tao Zheng                 | 0:30,06        |
| S7     | 4.09.2012 20:05  | USA                 | Lantz Lamback       | 0:27,84      | Volksrepublik China | Shiyun Pan               | 0:28,09        | Großbritannien      | Matthew Walker            | 0:28,47        |
| S8     | 3.09.2012 19:47  | Russland            | Denis Tarasov       | 0:25,82      | Niederlande         | Maurice Deelen           | 0:26,29        | Volksrepublik China | Yinan Wang                | 0:26,31        |
| S9     | 5.09.2012 20:12  | Australien          | Matthew Cowdrey     | 0:25,13      | Ungarn              | Tamas Toth               | 0:25,75        | Spanien             | Jose Antonio Mari Alcaraz | 0:25,93        |
| S10    | 31.08.2012 18:16 | Brasilien           | Andre Brasil        | 0:23,16      | Kanada              | Nathan Stein             | 0:23,58        | Australien          | Andrew Pasterfield        | 0:23,89        |
| S11    | 1.09.2012 19:16  | Volksrepublik China | Bozun Yang          | 0:25,27      | USA                 | Bradley Snyder           | 0:25,93        | Spanien             | Enhamed Enhamed           | 0:26,37        |
| S12    | 7.09.2012 19:38  | Ukraine             | Maksym Weraksa      | 0:23,60      | Russland            | Aleksandr Nevolin-Svetov | 0:23,96        | USA                 | Tucker Dupree             | 0:24,37        |
| S13    | 1.09.2012 19:42  | Südafrika           | Charles Bouwer      | 0:23,99      | Belarus             | Ihar Boki                | 0:24,07        | Ukraine             | Oleksij Fedyna            | 0:24,09        |

### 100 Meter Freistil
| Klasse | Datum            | Goldmedaille        | Goldmedaille             | Goldmedaille | Silbermedaille      | Silbermedaille                 | Silbermedaille | Bronzemedaille | Bronzemedaille           | Bronzemedaille |
| Klasse | Datum            | Land                | Sportler                 | Zeit (min)   | Land                | Sportler                       | Zeit (min)     | Land           | Sportler                 | Zeit (min)     |
| ------ | ---------------- | ------------------- | ------------------------ | ------------ | ------------------- | ------------------------------ | -------------- | -------------- | ------------------------ | -------------- |
| S2     | 3.09.2012 18:12  | Volksrepublik China | Yang Yang                | 2:03,71      | Russland            | Dmitrii Kokarev                | 2:16,46        | Griechenland   | Aristeidis Makrodimitris | 2:21,04        |
| S4     | 5.09.2012 20:38  | Mexiko              | Gustavo Sanchez Martinez | 1:24,28      | Spanien             | Richard Oribe                  | 1:25,33        | Frankreich     | David Smétanine          | 1:25,76        |
| S5     | 8.09.2012 18:35  | Brasilien           | Daniel Dias              | 1:09,35      | USA                 | Roy Perkins                    | 1:14,78        | Spanien        | Sebastián Rodríguez      | 1:15,70        |
| S6     | 8.09.2012 17:42  | Volksrepublik China | Qing Xu                  | 1:05,82      | Deutschland         | Sebastian Iwanow               | 1:07,34        | Kuba           | Lorenzo Perez Escalona   | 1:08,01        |
| S7     | 3.09.2012 17:46  | Volksrepublik China | Shiyun Pan               | 1:00,57      | Australien          | Matthew Levy                   | 1:01,38        | USA            | Lantz Lamback            | 1:01,50        |
| S8     | 6.09.2012 19:14  | Volksrepublik China | Yinan Wang               | 0:56,58      | Russland            | Denis Tarasov                  | 0:57,52        | Russland       | Konstantin Lisenkov      | 0:58,33        |
| S9     | 7.09.2012 17:30  | Australien          | Matthew Cowdrey          | 0:55,84      | Ungarn              | Tamas Toth                     | 0:56,46        | Ungarn         | Tamas Sors               | 0:56,69        |
| S10    | 6.09.2012 20:07  | Brasilien           | Andre Brasil             | 0:51,07      | Brasilien           | Phelipe Andrews Melo Rodrigues | 0:52,42        | Australien     | Andrew Pasterfield       | 0:52,77        |
| S11    | 31.08.2012 19:09 | USA                 | Bradley Snyder           | 0:57,43      | Volksrepublik China | Bozun Yang                     | 0:58,61        | Südafrika      | Hendri Herbst            | 0:59,60        |
| S12    | 4.09.2012 19:39  | Ukraine             | Maksym Weraksa           | 0:51,40      | Russland            | Aleksandr Nevolin-Svetov       | 0:51,70        | USA            | Tucker Dupree            | 0:54,41        |
| S13    | 2.09.2012 18:43  | Belarus             | Ihar Boki                | 0:51,91      | Südafrika           | Charles Bouwer                 | 0:52,97        | Russland       | Aleksandr Golintovskii   | 0:53,45        |

### 200 Meter Freistil
| Klasse | Datum           | Goldmedaille        | Goldmedaille             | Goldmedaille | Silbermedaille | Silbermedaille      | Silbermedaille | Bronzemedaille | Bronzemedaille     | Bronzemedaille |
| Klasse | Datum           | Land                | Sportler                 | Zeit (min)   | Land           | Sportler            | Zeit (min)     | Land           | Sportler           | Zeit (min)     |
| ------ | --------------- | ------------------- | ------------------------ | ------------ | -------------- | ------------------- | -------------- | -------------- | ------------------ | -------------- |
| S2     | 1.09.2012 20:36 | Volksrepublik China | Yang Yang                | 4:36,18      | Russland       | Dmitrii Kokarev     | 4:39,23        | Israel         | Itzhak Mamistvalov | 4:58,53        |
| S4     | 8.09.2012 20:02 | Mexiko              | Gustavo Sanchez Martinez | 2:58,09      | Frankreich     | David Smétanine     | 3:01,38        | Spanien        | Richard Oribe      | 3:01,62        |
| S5     | 1.09.2012 18:44 | Brasilien           | Daniel Dias              | 2:27,83      | Spanien        | Sebastián Rodríguez | 2:43,11        | USA            | Roy Perkins        | 2:43,14        |
| S14    | 2.09.2012 17:45 | Island              | Jon Margeir Sverrisson   | 1:59,62      | Australien     | Daniel Fox          | 1:59,79        | Südkorea       | Wonsang Cho        | 1:59,93        |

### 400 Meter Freistil
| Klasse | Datum            | Goldmedaille        | Goldmedaille        | Goldmedaille | Silbermedaille      | Silbermedaille    | Silbermedaille | Bronzemedaille      | Bronzemedaille         | Bronzemedaille |
| Klasse | Datum            | Land                | Sportler            | Zeit (min)   | Land                | Sportler          | Zeit (min)     | Land                | Sportler               | Zeit (min)     |
| ------ | ---------------- | ------------------- | ------------------- | ------------ | ------------------- | ----------------- | -------------- | ------------------- | ---------------------- | -------------- |
| S6     | 1.09.2012 17:40  | Irland              | Darragh McDonald    | 4:55,56      | Schweden            | Anders Olsson     | 5:03,44        | Großbritannien      | Matthew Whorwood       | 5:11,59        |
| S7     | 6.09.2012 17:45  | Großbritannien      | Josef Craig         | 4:42,81      | Volksrepublik China | Shiyun Pan        | 4:46,22        | Russland            | Andrey Gladkov         | 4:46,76        |
| S8     | 31.08.2012 17:30 | Volksrepublik China | Yinan Wang          | 4:27,11      | Großbritannien      | Oliver Hynd       | 4:27,88        | Großbritannien      | Sam Hynd               | 4:32,93        |
| S9     | 4.09.2012 18:08  | Australien          | Brenden Hall        | 4:10,88      | Ungarn              | Tamas Sors        | 4:17,95        | Italien             | Federico Morlacchi     | 4:18,55        |
| S10    | 5.09.2012 17:45  | USA                 | Ian Jaryd Silverman | 4:04,91      | Kanada              | Benoit Huot       | 4:06,58        | Großbritannien      | Robert Welbourn        | 4:08,18        |
| S11    | 7.09.2012 17:40  | USA                 | Bradley Snyder      | 4:32,41      | Spanien             | Enhamed Enhamed   | 4:38,24        | Volksrepublik China | Bozun Yang             | 4:41,73        |
| S12    | 30.08.2012 17:42 | Russland            | Sergey Punko        | 4:10,26      | Spanien             | Enrique Floriano  | 4:14,77        | Ukraine             | Sergii Klippert        | 4:17,12        |
| S13    | 4.09.2012 20:31  | Belarus             | Ihar Boki           | 3:58,78      | Ukraine             | Danylo Tschufarow | 4:05,85        | Russland            | Aleksandr Golintovskii | 4:11,13        |

### 50 Meter Brust
| Klasse | Datum            | Goldmedaille        | Goldmedaille       | Goldmedaille | Silbermedaille | Silbermedaille    | Silbermedaille | Bronzemedaille | Bronzemedaille     | Bronzemedaille |
| Klasse | Datum            | Land                | Sportler           | Zeit (min)   | Land           | Sportler          | Zeit (min)     | Land           | Sportler           | Zeit (min)     |
| ------ | ---------------- | ------------------- | ------------------ | ------------ | -------------- | ----------------- | -------------- | -------------- | ------------------ | -------------- |
| SB2    | 30.08.2012 20:19 | Volksrepublik China | Jianping Du        | 0:57,50      | Mexiko         | Arnulfo Castorena | 0:58,23        | Ukraine        | Dmytro Vynohradets | 0:58,51        |
| SB3    | 3.09.2012 20:08  | Niederlande         | Michael Schönmaker | 0:50,00      | Spanien        | Miguel Luque      | 0:50,18        | Japan          | Takayuki Suzuki    | 0:50,26        |

### 100 Meter Brust
| Klasse | Datum           | Goldmedaille        | Goldmedaille       | Goldmedaille | Silbermedaille | Silbermedaille        | Silbermedaille | Bronzemedaille      | Bronzemedaille       | Bronzemedaille |
| Klasse | Datum           | Land                | Sportler           | Zeit (min)   | Land           | Sportler              | Zeit (min)     | Land                | Sportler             | Zeit (min)     |
| ------ | --------------- | ------------------- | ------------------ | ------------ | -------------- | --------------------- | -------------- | ------------------- | -------------------- | -------------- |
| SB4    | 4.09.2012 19:10 | Brasilien           | Daniel Dias        | 1:32,27      | Kolumbien      | Moises Fuentes Garcia | 1:36,92        | Spanien             | Ricardo Ten          | 1:37,23        |
| SB5    | 5.09.2012 18:19 | Südkorea            | Woo-Geun Lim       | 1:34,06      | Deutschland    | Niels Grunenberg      | 1:34,98        | Mexiko              | Pedro Rangel         | 1:36,85        |
| SB6    | 5.09.2012 19:15 | Ukraine             | Jewhenij Bohodajko | 1:20,17      | Deutschland    | Torben Schmidtke      | 1:25,23        | Deutschland         | Christoph Burkard    | 1:27,09        |
| SB7    | 1.09.2012 20:08 | Australien          | Blake Cochrane     | 1:18,77      | Japan          | Tomotaro Nakamura     | 1:22,04        | Australien          | Matthew Levy         | 1:22,62        |
| SB8    | 1.09.2012 18:16 | Ukraine             | Andriy Kalyna      | 1:07,45      | Australien     | Matthew Cowdrey       | 1:09,88        | Niederlande         | Maurice Deelen       | 1:11,09        |
| SB9    | 8.09.2012 17:30 | Russland            | Pavel Poltavtsev   | 1:04,02      | Südafrika      | Kevin Paul            | 1:05,70        | Volksrepublik China | Furong Lin           | 1:07,40        |
| SB11   | 3.09.2012 18:44 | Volksrepublik China | Bozun Yang         | 1:10,11      | Japan          | Keiichi Kimura        | 1:14,00        | Ukraine             | Oleksandr Mashchenko | 1:14,43        |
| SB12   | 8.09.2012 18:08 | Russland            | Mikhail Zimin      | 1:07,05      | Belarus        | Uladsimir Isotau      | 1:07,28        | Ukraine             | Maksym Weraksa       | 1:07,79        |
| SB13   | 8.09.2012 19:03 | Ukraine             | Oleksij Fedyna     | 1:04,30      | Neuseeland     | Daniel Sharp          | 1:06,72        | Russland            | Roman Dubovoy        | 1:07,06        |
| SB14   | 6.09.2012 18:21 | Japan               | Yasuhiro Tanaka    | 1:06,69      | Russland       | Artem Pavlenko        | 1:08,38        | Niederlande         | Marc Evers           | 1:08,43        |

### 50 Meter Rücken
| Klasse | Datum           | Goldmedaille        | Goldmedaille   | Goldmedaille | Silbermedaille      | Silbermedaille           | Silbermedaille | Bronzemedaille      | Bronzemedaille           | Bronzemedaille |
| Klasse | Datum           | Land                | Sportler       | Zeit (min)   | Land                | Sportler                 | Zeit (min)     | Land                | Sportler                 | Zeit (min)     |
| ------ | --------------- | ------------------- | -------------- | ------------ | ------------------- | ------------------------ | -------------- | ------------------- | ------------------------ | -------------- |
| S1     | 6.09.2012 19:40 | Ukraine             | Hennadii Boiko | 1:04,29      | Griechenland        | Christos Tampaxis        | 1:20,76        | Ukraine             | Oleksandr Golovko        | 1:32,44        |
| S2     | 5.09.2012 19:44 | Volksrepublik China | Yang Yang      | 1:00,90      | Griechenland        | Aristeidis Makrodimitris | 1:04,71        | Russland            | Dmitrii Kokarev          | 1:05,70        |
| S3     | 8.09.2012 20:10 | Südkorea            | Byeong-Eon Min | 0:42,51      | Ukraine             | Dmytro Vynohradets       | 0:46,26        | Volksrepublik China | Jianping Du              | 0:46,48        |
| S4     | 6.09.2012 18:48 | Mexiko              | Juan Reyes     | 0:45,75      | Russland            | Aleksei Lyzhikhin        | 0:46,73        | Mexiko              | Gustavo Sanchez Martinez | 0:47,17        |
| S5     | 6.09.2012 19:46 | Brasilien           | Daniel Dias    | 0:34,99      | Volksrepublik China | Junquan He               | 0:36,41        | Ungarn              | Zsolt Vereczkei          | 0:38,92        |

### 100 Meter Rücken
| Klasse | Datum            | Goldmedaille        | Goldmedaille             | Goldmedaille | Silbermedaille      | Silbermedaille     | Silbermedaille | Bronzemedaille      | Bronzemedaille         | Bronzemedaille |
| Klasse | Datum            | Land                | Sportler                 | Zeit (min)   | Land                | Sportler           | Zeit (min)     | Land                | Sportler               | Zeit (min)     |
| ------ | ---------------- | ------------------- | ------------------------ | ------------ | ------------------- | ------------------ | -------------- | ------------------- | ---------------------- | -------------- |
| S6     | 30.08.2012 17:30 | Volksrepublik China | Tao Zheng                | 1:13,56      | Volksrepublik China | Hongguang Jia      | 1:14,64        | Deutschland         | Sebastian Iwanow       | 1:15,95        |
| S7     | 30.08.2012 18:44 | Großbritannien      | Jonathan Fox             | 1:10,46      | Ukraine             | Jewhenij Bohodajko | 1:11,31        | Kroatien            | Mihovil Spanja         | 1:12,53        |
| S8     | 4.09.2012 17:30  | Russland            | Konstantin Lisenkov      | 1:05,43      | Russland            | Denis Tarasov      | 1:06,93        | Großbritannien      | Oliver Hynd            | 1:08,35        |
| S9     | 31.08.2012 18:42 | Australien          | Matthew Cowdrey          | 1:02,39      | Großbritannien      | James Crisp        | 1:03,62        | Volksrepublik China | Xiaobing Liu           | 1:03,73        |
| S10    | 4.09.2012 18:42  | USA                 | Justin Zook              | 1:00,01      | Brasilien           | Andre Brasil       | 1:00,11        | Kanada              | Benoit Huot            | 1:00,73        |
| S11    | 2.09.2012 18:14  | Ukraine             | Dmytro Zalevskyy         | 1:07,81      | Volksrepublik China | Bozun Yang         | 1:08,07        | Ukraine             | Viktor Smyrnov         | 1:08,22        |
| S12    | 5.09.2012 18:47  | Russland            | Aleksandr Nevolin-Svetov | 0:59,35      | USA                 | Tucker Dupree      | 1:01,36        | Ukraine             | Sergii Klippert        | 1:01,55        |
| S13    | 3.09.2012 19:42  | Belarus             | Ihar Boki                | 0:56,97      | Südafrika           | Charles Bouwer     | 0:59,92        | Griechenland        | Charalampos Taiganidis | 1:01,10        |
| S14    | 31.08.2012 19:37 | Niederlande         | Marc Evers               | 1:01,85      | Großbritannien      | Aaron Moores       | 1:04,44        | Hongkong            | Kai Lun Au             | 1:04,53        |

### 50 Meter Schmetterling
| Klasse | Datum            | Goldmedaille        | Goldmedaille | Goldmedaille | Silbermedaille      | Silbermedaille     | Silbermedaille | Bronzemedaille      | Bronzemedaille | Bronzemedaille |
| Klasse | Datum            | Land                | Sportler     | Zeit (min)   | Land                | Sportler           | Zeit (min)     | Land                | Sportler       | Zeit (min)     |
| ------ | ---------------- | ------------------- | ------------ | ------------ | ------------------- | ------------------ | -------------- | ------------------- | -------------- | -------------- |
| S5     | 7.09.2012 19:11  | Brasilien           | Daniel Dias  | 0:34,15      | USA                 | Roy Perkins        | 0:34,57        | Volksrepublik China | Junquan He     | 0:37,20        |
| S6     | 7.09.2012 18:17  | Volksrepublik China | Qing Xu      | 0:29,90      | Volksrepublik China | Tao Zheng          | 0:30,27        | Japan               | Kyosuke Oyama  | 0:31,43        |
| S7     | 31.08.2012 17:50 | Volksrepublik China | Shiyun Pan   | 0:29,49      | Ukraine             | Jewhenij Bohodajko | 0:30,19        | Volksrepublik China | Jingang Wang   | 0:30,75        |

### 100 Meter Schmetterling
| Klasse | Datum            | Goldmedaille | Goldmedaille   | Goldmedaille | Silbermedaille      | Silbermedaille  | Silbermedaille | Bronzemedaille      | Bronzemedaille     | Bronzemedaille |
| Klasse | Datum            | Land         | Sportler       | Zeit (min)   | Land                | Sportler        | Zeit (min)     | Land                | Sportler           | Zeit (min)     |
| ------ | ---------------- | ------------ | -------------- | ------------ | ------------------- | --------------- | -------------- | ------------------- | ------------------ | -------------- |
| S8     | 30.08.2012 18:17 | Frankreich   | Charles Rozoy  | 1:01,24      | Volksrepublik China | Yanpeng Wei     | 1:01,66        | Volksrepublik China | Maodang Song       | 1:01,99        |
| S9     | 30.08.2012 19:12 | Ungarn       | Tamas Sors     | 0:59,54      | Australien          | Matthew Cowdrey | 0:59,91        | Italien             | Federico Morlacchi | 1:00,77        |
| S10    | 1.09.2012 17:30  | Brasilien    | Andre Brasil   | 0:56,35      | Russland            | Dmitry Grigorev | 0:56,89        | Südafrika           | Achmat Hassiem     | 0:57,76        |
| S11    | 6.09.2012 20:33  | Ukraine      | Viktor Smyrnov | 1:03,32      | Spanien             | Enhamed Enhamed | 1:03,93        | Japan               | Keiichi Kimura     | 1:04,70        |
| S12    | 2.09.2012 19:09  | Russland     | Roman Makarov  | 0:57,21      | Russland            | Sergey Punko    | 0:59,47        | Großbritannien      | James Clegg        | 1:00,00        |
| S13    | 31.08.2012 20:03 | Belarus      | Ihar Boki      | 0:55,50      | Russland            | Roman Dubovoy   | 0:56,37        | Australien          | Timothy Antalfy    | 0:56,48        |

### 150 Meter Lagen
| Klasse | Datum           | Goldmedaille        | Goldmedaille   | Goldmedaille | Silbermedaille | Silbermedaille           | Silbermedaille | Bronzemedaille      | Bronzemedaille  | Bronzemedaille |
| Klasse | Datum           | Land                | Sportler       | Zeit (min)   | Land           | Sportler                 | Zeit (min)     | Land                | Sportler        | Zeit (min)     |
| ------ | --------------- | ------------------- | -------------- | ------------ | -------------- | ------------------------ | -------------- | ------------------- | --------------- | -------------- |
| SM3    | 2.09.2012 20:05 | Volksrepublik China | Jianping Du    | 2:43,72      | Ukraine        | Dmytro Vynohradets       | 2:44,85        | Volksrepublik China | Hanhua Li       | 3:01,16        |
| SM4    | 2.09.2012 19:36 | Neuseeland          | Cameron Leslie | 2:25,98      | Mexiko         | Gustavo Sanchez Martinez | 2:39,55        | Japan               | Takayuki Suzuki | 2:40,24        |

### 200 Meter Lagen
| Klasse | Datum            | Goldmedaille        | Goldmedaille       | Goldmedaille | Silbermedaille      | Silbermedaille           | Silbermedaille | Bronzemedaille      | Bronzemedaille       | Bronzemedaille |
| Klasse | Datum            | Land                | Sportler           | Zeit (min)   | Land                | Sportler                 | Zeit (min)     | Land                | Sportler             | Zeit (min)     |
| ------ | ---------------- | ------------------- | ------------------ | ------------ | ------------------- | ------------------------ | -------------- | ------------------- | -------------------- | -------------- |
| SM6    | 3.09.2012 17:30  | Volksrepublik China | Qing Xu            | 2:38,62      | Großbritannien      | Sascha Kindred           | 2:41,50        | Volksrepublik China | Tao Zheng            | 2:44,38        |
| SM7    | 2.09.2012 17:30  | Ukraine             | Jewhenij Bohodajko | 2:33,13      | USA                 | Rudy Garcia-Tolson       | 2:33,94        | Australien          | Matthew Levy         | 2:37,18        |
| SM8    | 5.09.2012 17:30  | Großbritannien      | Oliver Hynd        | 2:24,63      | Volksrepublik China | Jiachao Wang             | 2:26,62        | Niederlande         | Maurice Deelen       | 2:27,17        |
| SM9    | 6.09.2012 17:30  | Australien          | Matthew Cowdrey    | 2:15,95      | Ukraine             | Andriy Kalyna            | 2:16,38        | Italien             | Federico Morlacchi   | 2:20,28        |
| SM10   | 30.08.2012 19:39 | Kanada              | Benoit Huot        | 2:10,01      | Brasilien           | Andre Brasil             | 2:12,36        | Australien          | Rick Pendleton       | 2:14,77        |
| SM11   | 8.09.2012 19:31  | Volksrepublik China | Bozun Yang         | 2:22,40      | Ukraine             | Viktor Smyrnov           | 2:26,45        | Ukraine             | Oleksandr Mashchenko | 2:27,77        |
| SM12   | 3.09.2012 19:12  | Ukraine             | Maksym Weraksa     | 2:12,42      | Russland            | Aleksandr Nevolin-Svetov | 2:14,45        | Russland            | Sergey Punko         | 2:14,83        |
| SM13   | 7.09.2012 20:04  | Belarus             | Ihar Boki          | 2:06,30      | Russland            | Roman Dubovoy            | 2:10,16        | Ukraine             | Danylo Tschufarow    | 2:10,22        |

### 4 × 100 Meter Freistil Staffel
| Klasse    | Datum           | Goldmedaille | Goldmedaille                                                   | Goldmedaille | Silbermedaille      | Silbermedaille                                  | Silbermedaille | Bronzemedaille | Bronzemedaille                                                 | Bronzemedaille |
| Klasse    | Datum           | Land         | Sportler                                                       | Zeit (min)   | Land                | Sportler                                        | Zeit (min)     | Land           | Sportler                                                       | Zeit (min)     |
| --------- | --------------- | ------------ | -------------------------------------------------------------- | ------------ | ------------------- | ----------------------------------------------- | -------------- | -------------- | -------------------------------------------------------------- | -------------- |
| 34 Punkte | 2.09.2012 20:12 | Australien   | Andrew Pasterfield Matthew Levy Blake Cochrane Matthew Cowdrey | 3:50,17      | Volksrepublik China | Maodang Song Jiachao Wang Furong Lin Yinan Wang | 3:51,68        | Russland       | Konstantin Lisenkov Evgeny Zimin Denis Tarasov Dmitry Grigorev | 3:52,93        |

### 4 × 100 Meter Lagen Staffel
| Klasse    | Datum           | Goldmedaille        | Goldmedaille                                   | Goldmedaille | Silbermedaille | Silbermedaille                                                    | Silbermedaille | Bronzemedaille | Bronzemedaille                                             | Bronzemedaille |
| Klasse    | Datum           | Land                | Sportler                                       | Zeit (min)   | Land           | Sportler                                                          | Zeit (min)     | Land           | Sportler                                                   | Zeit (min)     |
| --------- | --------------- | ------------------- | ---------------------------------------------- | ------------ | -------------- | ----------------------------------------------------------------- | -------------- | -------------- | ---------------------------------------------------------- | -------------- |
| 34 Punkte | 8.09.2012 20:32 | Volksrepublik China | Xiaobing Liu Furong Lin Yanpeng Wei Yinan Wang | 4:09,04      | Russland       | Konstantin Lisenkov Pavel Poltavtsev Eduard Samarin Denis Tarasov | 4:09,08        | Australien     | Michael Anderson Matthew Cowdrey Brenden Hall Matthew Levy | 4:14,97        |

## Ergebnisse Frauen

### 50 Meter Freistil
| Klasse | Datum            | Goldmedaille        | Goldmedaille           | Goldmedaille | Silbermedaille      | Silbermedaille       | Silbermedaille | Bronzemedaille      | Bronzemedaille   | Bronzemedaille |
| Klasse | Datum            | Land                | Sportler               | Zeit (min)   | Land                | Sportler             | Zeit (min)     | Land                | Sportler         | Zeit (min)     |
| ------ | ---------------- | ------------------- | ---------------------- | ------------ | ------------------- | -------------------- | -------------- | ------------------- | ---------------- | -------------- |
| S3     | 7.09.2012 18:49  | Volksrepublik China | Jiangbo Xia            | 0:48,11      | Ukraine             | Olga Sviderska       | 0:48,39        | Mexiko              | Patricia Valle   | 0:55,72        |
| S5     | 30.08.2012 20:14 | Ukraine             | Nataliia Prologaieva   | 0:35,88      | Spanien             | Teresa Perales       | 0:36,50        | Israel              | Inbal Pezaro     | 0:37,89        |
| S6     | 4.09.2012 17:47  | Niederlande         | Mirjam de Koning-Peper | 0:34,77      | USA                 | Victoria Arlen       | 0:35,32        | Großbritannien      | Eleanor Simmonds | 0:36,11        |
| S7     | 4.09.2012 20:10  | Australien          | Jacqueline Freney      | 0:32,63      | USA                 | Cortney Jordan       | 0:33,18        | Ukraine             | Ani Palian       | 0:33,30        |
| S8     | 2.09.2012 19:43  | USA                 | Mallory Weggemann      | 0:31,13      | Australien          | Maddison Elliott     | 0:31,44        | Volksrepublik China | Shengnan Jiang   | 0:31,55        |
| S9     | 5.09.2012 20:17  | Volksrepublik China | Ping Lin               | 0:29,12      | Großbritannien      | Louise Watkin        | 0:29,21        | Australien          | Ellie Cole       | 0:29,28        |
| S10    | 31.08.2012 18:21 | Kanada              | Summer Ashley Mortimer | 0:28,10      | Neuseeland          | Sophie Pascoe        | 0:28,24        | Frankreich          | Elodie Lorandi   | 0:28,67        |
| S11    | 1.09.2012 19:21  | Italien             | Cecilia Camellini      | 0:30,94      | Volksrepublik China | Guizhi Li            | 0:31,01        | Neuseeland          | Mary Fisher      | 0:31,67        |
| S12    | 7.09.2012 19:43  | Russland            | Oxana Sawtschenko      | 0:26,90      | Aserbaidschan       | Natali Pronina       | 0:27,54        | Russland            | Darya Stukalova  | 0:27,75        |
| S13    | 1.09.2012 19:47  | USA                 | Kelley Becherer        | 0:27,46      | Kanada              | Valérie Grand’Maison | 0:27,91        | Australien          | Prue Watt        | 0:27,94        |

### 100 Meter Freistil
| Klasse | Datum            | Goldmedaille        | Goldmedaille      | Goldmedaille | Silbermedaille | Silbermedaille       | Silbermedaille | Bronzemedaille      | Bronzemedaille         | Bronzemedaille |
| Klasse | Datum            | Land                | Sportler          | Zeit (min)   | Land           | Sportler             | Zeit (min)     | Land                | Sportler               | Zeit (min)     |
| ------ | ---------------- | ------------------- | ----------------- | ------------ | -------------- | -------------------- | -------------- | ------------------- | ---------------------- | -------------- |
| S3     | 3.09.2012 18:20  | Volksrepublik China | Jiangbo Xia       | 1:44,32      | Ukraine        | Olga Sviderska       | 1:52,91        | Mexiko              | Patricia Valle         | 1:59,76        |
| S5     | 8.09.2012 18:41  | Spanien             | Teresa Perales    | 1:18,55      | Ukraine        | Nataliia Prologaieva | 1:20,57        | Israel              | Inbal Pezaro           | 1:22,56        |
| S6     | 8.09.2012 17:47  | USA                 | Victoria Arlen    | 1:13,33      | Großbritannien | Eleanor Simmonds     | 1:14,82        | Deutschland         | Tanja Gröpper          | 1:16,83        |
| S7     | 3.09.2012 17:51  | Australien          | Jacqueline Freney | 1:09,39      | USA            | Cortney Jordan       | 1:11,63        | Großbritannien      | Susannah Rodgers       | 1:12,61        |
| S8     | 6.09.2012 19:19  | USA                 | Jessica Long      | 1:05,63      | Großbritannien | Heather Frederiksen  | 1:08,07        | Australien          | Maddison Elliott       | 1:08,37        |
| S9     | 7.09.2012 17:35  | Australien          | Ellie Cole        | 1:02,77      | Südafrika      | Natalie du Toit      | 1:03,45        | Spanien             | Sarai Gascon           | 1:03,62        |
| S10    | 6.09.2012 20:12  | Neuseeland          | Sophie Pascoe     | 1:00,89      | Frankreich     | Elodie Lorandi       | 1:01,09        | Kanada              | Summer Ashley Mortimer | 1:01,58        |
| S11    | 31.08.2012 19:15 | Italien             | Cecilia Camellini | 1:07,29      | Neuseeland     | Mary Fisher          | 1:09,83        | Volksrepublik China | Guizhi Li              | 1:10,25        |
| S12    | 4.09.2012 19:44  | Russland            | Oxana Sawtschenko | 0:58,41      | Aserbaidschan  | Natali Pronina       | 1:00,00        | Russland            | Darya Stukalova        | 1:00,23        |
| S13    | 2.09.2012 18:48  | USA                 | Kelley Becherer   | 0:59,56      | Kanada         | Valérie Grand’Maison | 1:00,07        | USA                 | Rebecca Anne Meyers    | 1:01,90        |

### 200 Meter Freistil
| Klasse | Datum           | Goldmedaille   | Goldmedaille           | Goldmedaille | Silbermedaille | Silbermedaille | Silbermedaille | Bronzemedaille | Bronzemedaille      | Bronzemedaille |
| Klasse | Datum           | Land           | Sportler               | Zeit (min)   | Land           | Sportler       | Zeit (min)     | Land           | Sportler            | Zeit (min)     |
| ------ | --------------- | -------------- | ---------------------- | ------------ | -------------- | -------------- | -------------- | -------------- | ------------------- | -------------- |
| S5     | 1.09.2012 18:52 | Norwegen       | Sarah Louise Rung      | 2:49,74      | Spanien        | Teresa Perales | 2:51,79        | Israel         | Inbal Pezaro        | 2:56,11        |
| S14    | 2.09.2012 17:51 | Großbritannien | Jessica-Jane Applegate | 2:12,63      | Australien     | Taylor Corry   | 2:13,18        | Niederlande    | Marlou van der Kulk | 2:14,80        |

### 400 Meter Freistil
| Klasse | Datum            | Goldmedaille   | Goldmedaille      | Goldmedaille | Silbermedaille | Silbermedaille      | Silbermedaille | Bronzemedaille      | Bronzemedaille    | Bronzemedaille |
| Klasse | Datum            | Land           | Sportler          | Zeit (min)   | Land           | Sportler            | Zeit (min)     | Land                | Sportler          | Zeit (min)     |
| ------ | ---------------- | -------------- | ----------------- | ------------ | -------------- | ------------------- | -------------- | ------------------- | ----------------- | -------------- |
| S6     | 1.09.2012 17:40  | Großbritannien | Eleanor Simmonds  | 5:19,17      | USA            | Victoria Arlen      | 5:20,18        | Volksrepublik China | Lingling Song     | 5:33,73        |
| S7     | 6.09.2012 17:55  | Australien     | Jacqueline Freney | 4:59,02      | USA            | Cortney Jordan      | 5:18,55        | Großbritannien      | Susannah Rodgers  | 5:18,93        |
| S8     | 31.08.2012 17:40 | USA            | Jessica Long      | 4:42,28      | Großbritannien | Heather Frederiksen | 5:00,50        | Australien          | Maddison Elliott  | 5:09,36        |
| S9     | 4.09.2012 18:17  | Südafrika      | Natalie du Toit   | 4:30,18      | Großbritannien | Stephanie Millward  | 4:40,01        | Australien          | Ellie Cole        | 4:42,87        |
| S10    | 5.09.2012 17:54  | Frankreich     | Elodie Lorandi    | 4:34,55      | Kanada         | Aurelie Rivard      | 4:36,46        | USA                 | Susan Beth Scott  | 4:37,23        |
| S11    | 7.09.2012 17:50  | Deutschland    | Daniela Schulte   | 5:14,36      | Kanada         | Amber Thomas        | 5:15,48        | Italien             | Cecilia Camellini | 5:20,27        |
| S12    | 30.08.2012 17:51 | Russland       | Oxana Sawtschenko | 4:37,89      | Großbritannien | Hannah Russell      | 4:38,60        | Spanien             | Deborah Font      | 4:39,75        |

### 100 Meter Brust
| Klasse | Datum           | Goldmedaille  | Goldmedaille            | Goldmedaille | Silbermedaille      | Silbermedaille       | Silbermedaille | Bronzemedaille | Bronzemedaille    | Bronzemedaille |
| Klasse | Datum           | Land          | Sportler                | Zeit (min)   | Land                | Sportler             | Zeit (min)     | Land           | Sportler          | Zeit (min)     |
| ------ | --------------- | ------------- | ----------------------- | ------------ | ------------------- | -------------------- | -------------- | -------------- | ----------------- | -------------- |
| SB4    | 4.09.2012 19:16 | Ukraine       | Nataliia Prologaieva    | 1:43,99      | Norwegen            | Sarah Louise Rung    | 1:45,68        | Spanien        | Teresa Perales    | 1:56,17        |
| SB5    | 5.09.2012 18:25 | Deutschland   | Kirsten Bruhn           | 1:35,50      | Volksrepublik China | Lingling Song        | 1:47,19        | USA            | Noga Nir-Kistler  | 1:50,76        |
| SB6    | 5.09.2012 19:21 | Ukraine       | Viktoriia Savtsova      | 1:39,13      | Großbritannien      | Charlotte Henshaw    | 1:39,16        | Großbritannien | Elizabeth Johnson | 1:40,90        |
| SB7    | 1.09.2012 20:14 | USA           | Jessica Long            | 1:29,28      | Ukraine             | Oksana Khrul         | 1:35,68        | Niederlande    | Lisa den Braber   | 1:37,02        |
| SB8    | 1.09.2012 18:22 | Russland      | Olesya Vladykina        | 1:17,17      | Großbritannien      | Claire Cashmore      | 1:20,39        | Polen          | Paulina Wozniak   | 1:22,45        |
| SB9    | 8.09.2012 17:36 | Ukraine       | Khrystyna Yurchenko     | 1:17,81      | Neuseeland          | Sophie Pascoe        | 1:18,38        | Großbritannien | Harriet Lee       | 1:19,53        |
| SB11   | 3.09.2012 18:50 | Schweden      | Maja Reichard           | 1:27,98      | Ukraine             | Yana Berezhna        | 1:29,99        | Argentinien    | Nadia Baez        | 1:31,21        |
| SB12   | 8.09.2012 18:13 | Aserbaidschan | Natali Pronina          | 1:16,17      | Zypern              | Karolina Pelendritou | 1:16,38        | Ukraine        | Yaryna Matlo      | 1:20,21        |
| SB13   | 8.09.2012 19:09 | Australien    | Prue Watt               | 1:19,19      | Deutschland         | Elena Krawzow        | 1:20,31        | USA            | Kelley Becherer   | 1:21,50        |
| SB14   | 6.09.2012 18:26 | Spanien       | Michelle Alonso Morales | 1:16,85      | Niederlande         | Magda Toeters        | 1:20,64        | Hongkong       | Shu Hang Leung    | 1:21,21        |

### 50 Meter Rücken
| Klasse | Datum           | Goldmedaille        | Goldmedaille      | Goldmedaille | Silbermedaille | Silbermedaille     | Silbermedaille | Bronzemedaille      | Bronzemedaille | Bronzemedaille |
| Klasse | Datum           | Land                | Sportler          | Zeit (min)   | Land           | Sportler           | Zeit (min)     | Land                | Sportler       | Zeit (min)     |
| ------ | --------------- | ------------------- | ----------------- | ------------ | -------------- | ------------------ | -------------- | ------------------- | -------------- | -------------- |
| S2     | 5.09.2012 19:50 | Volksrepublik China | Yazhu Feng        | 1:03,00      | Ukraine        | Ganna Ielisavetska | 1:04,14        | Ukraine             | Iryna Sotska   | 1:05,16        |
| S4     | 6.09.2012 18:53 | Niederlande         | Lisette Teunissen | 0:51,51      | Brasilien      | Edenia Garcia      | 0:53,85        | Volksrepublik China | Juan Bai       | 0:54,33        |

### 100 Meter Rücken
| Klasse | Datum            | Goldmedaille        | Goldmedaille           | Goldmedaille | Silbermedaille | Silbermedaille     | Silbermedaille | Bronzemedaille | Bronzemedaille         | Bronzemedaille |
| Klasse | Datum            | Land                | Sportler               | Zeit (min)   | Land           | Sportler           | Zeit (min)     | Land           | Sportler               | Zeit (min)     |
| ------ | ---------------- | ------------------- | ---------------------- | ------------ | -------------- | ------------------ | -------------- | -------------- | ---------------------- | -------------- |
| S6     | 30.08.2012 17:36 | Volksrepublik China | Dong Lu                | 1:24,71      | Großbritannien | Nyree Kindred      | 1:26,23        | Niederlande    | Mirjam de Koning-Peper | 1:29,04        |
| S7     | 30.08.2012 18:50 | Australien          | Jacqueline Freney      | 1:22,84      | Deutschland    | Kirsten Bruhn      | 1:25,22        | USA            | Cortney Jordan         | 1:25,33        |
| S8     | 4.09.2012 17:36  | Großbritannien      | Heather Frederiksen    | 1:17,00      | USA            | Jessica Long       | 1:18,67        | Russland       | Olesya Vladykina       | 1:20,20        |
| S9     | 31.08.2012 18:47 | Australien          | Ellie Cole             | 1:09,42      | Großbritannien | Stephanie Millward | 1:11,07        | USA            | Elizabeth Stone        | 1:12,28        |
| S10    | 4.09.2012 18:48  | Kanada              | Summer Ashley Mortimer | 1:05,90      | Neuseeland     | Sophie Pascoe      | 1:06,69        | Südafrika      | Shireen Sapiro         | 1:09,02        |
| S11    | 2.09.2012 18:20  | Japan               | Rina Akiyama           | 1:19,50      | Neuseeland     | Mary Fisher        | 1:19,62        | Italien        | Cecilia Camellini      | 1:19,91        |
| S12    | 5.09.2012 18:53  | Russland            | Oxana Sawtschenko      | 1:07,99      | Aserbaidschan  | Natali Pronina     | 1:09,46        | Großbritannien | Hannah Russell         | 1:10,15        |
| S14    | 31.08.2012 19:42 | Irland              | Bethany Firth          | 1:08,93      | Australien     | Taylor Corry       | 1:09,46        | Niederlande    | Marlou van der Kulk    | 1:09,50        |

### 50 Meter Schmetterling
| Klasse | Datum            | Goldmedaille | Goldmedaille      | Goldmedaille | Silbermedaille      | Silbermedaille | Silbermedaille | Bronzemedaille      | Bronzemedaille    | Bronzemedaille |
| Klasse | Datum            | Land         | Sportler          | Zeit (min)   | Land                | Sportler       | Zeit (min)     | Land                | Sportler          | Zeit (min)     |
| ------ | ---------------- | ------------ | ----------------- | ------------ | ------------------- | -------------- | -------------- | ------------------- | ----------------- | -------------- |
| S5     | 7.09.2012 19:16  | Norwegen     | Sarah Louise Rung | 0:41,76      | Spanien             | Teresa Perales | 0:42,67        | Brasilien           | Joana Maria Silva | 0:46,62        |
| S6     | 7.09.2012 18:22  | Ukraine      | Oksana Khrul      | 0:36,05      | Volksrepublik China | Dong Lu        | 0:37,65        | Volksrepublik China | Fuying Jiang      | 0:39,26        |
| S7     | 31.08.2012 17:55 | Australien   | Jacqueline Freney | 0:35,16      | Kanada              | Brianna Nelson | 0:36,03        | Volksrepublik China | Min Huang         | 0:36,50        |

### 100 Meter Schmetterling
| Klasse | Datum            | Goldmedaille | Goldmedaille    | Goldmedaille | Silbermedaille | Silbermedaille    | Silbermedaille | Bronzemedaille      | Bronzemedaille  | Bronzemedaille |
| Klasse | Datum            | Land         | Sportler        | Zeit (min)   | Land           | Sportler          | Zeit (min)     | Land                | Sportler        | Zeit (min)     |
| ------ | ---------------- | ------------ | --------------- | ------------ | -------------- | ----------------- | -------------- | ------------------- | --------------- | -------------- |
| S8     | 30.08.2012 18:22 | USA          | Jessica Long    | 1:10,32      | Ukraine        | Kateryna Istomina | 1:11,53        | Volksrepublik China | Shengnan Jiang  | 1:13,28        |
| S9     | 30.08.2012 19:17 | Südafrika    | Natalie du Toit | 1:09,30      | Spanien        | Sarai Gasconi     | 1:09,79        | USA                 | Elizabeth Stone | 1:10,10        |
| S10    | 1.09.2012 17:35  | Neuseeland   | Sophie Pascoe   | 1:04,43      | Polen          | Oliwia Jablonska  | 1:08,55        | Frankreich          | Elodie Lorandi  | 1:09,08        |
| S12    | 2.09.2012 19:14  | Polen        | Joanna Mendak   | 1:06,16      | Russland       | Darya Stukalova   | 1:06,27        | Großbritannien      | Hannah Russell  | 1:08,57        |

### 200 Meter Lagen
| Klasse | Datum            | Goldmedaille   | Goldmedaille         | Goldmedaille | Silbermedaille | Silbermedaille         | Silbermedaille | Bronzemedaille      | Bronzemedaille  | Bronzemedaille |
| Klasse | Datum            | Land           | Sportler             | Zeit (min)   | Land           | Sportler               | Zeit (min)     | Land                | Sportler        | Zeit (min)     |
| ------ | ---------------- | -------------- | -------------------- | ------------ | -------------- | ---------------------- | -------------- | ------------------- | --------------- | -------------- |
| SM5    | 31.08.2012 20:09 | Ukraine        | Nataliia Prologaieva | 3:13,43      | Norwegen       | Sarah Louise Rung      | 3:15,89        | Spanien             | Teresa Perales  | 3:28,58        |
| SM6    | 3.09.2012 17:38  | Großbritannien | Eleanor Simmonds     | 3:05,39      | Deutschland    | Verena Schott          | 3:14,28        | Großbritannien      | Natalie Jones   | 3:14,29        |
| SM7    | 2.09.2012 17:37  | Australien     | Jacqueline Freney    | 2:54,42      | Kanada         | Brianna Nelson         | 3:04,60        | Volksrepublik China | Min Huang       | 3:07,51        |
| SM8    | 5.09.2012 17:37  | USA            | Jessica Long         | 2:37,09      | Russland       | Olesya Vladykina       | 2:41,79        | Volksrepublik China | Shengnan Jiang  | 2:49,47        |
| SM9    | 6.09.2012 17:37  | Südafrika      | Natalie du Toit      | 2:34,22      | Großbritannien | Stephanie Millward     | 2:36,21        | Großbritannien      | Louise Watkin   | 2:37,79        |
| SM10   | 30.08.2012 19:46 | Neuseeland     | Sophie Pascoe        | 2:25,65      | Kanada         | Summer Ashley Mortimer | 2:32,08        | Volksrepublik China | Meng Zhang      | 2:33,95        |
| SM11   | 8.09.2012 19:38  | Neuseeland     | Mary Fisher          | 2:46,91      | Deutschland    | Daniela Schulte        | 2:49,57        | Kanada              | Amber Thomas    | 2:59,00        |
| SM12   | 3.09.2012 19:19  | Russland       | Oxana Sawtschenko    | 2:28,00      | Aserbaidschan  | Natali Pronina         | 2:28,45        | Russland            | Darya Stukalova | 2:28,73        |
| SM13   | 7.09.2012 20:11  | Kanada         | Valérie Grand’Maison | 2:27,64      | USA            | Rebecca Anne Meyers    | 2:30,13        | USA                 | Kelley Becherer | 2:30,36        |

### 4 × 100 Meter Freistil Staffel
| Klasse    | Datum           | Goldmedaille | Goldmedaille                                                   | Goldmedaille | Silbermedaille | Silbermedaille                                          | Silbermedaille | Bronzemedaille | Bronzemedaille                                                    | Bronzemedaille |
| Klasse    | Datum           | Land         | Sportler                                                       | Zeit (min)   | Land           | Sportler                                                | Zeit (min)     | Land           | Sportler                                                          | Zeit (min)     |
| --------- | --------------- | ------------ | -------------------------------------------------------------- | ------------ | -------------- | ------------------------------------------------------- | -------------- | -------------- | ----------------------------------------------------------------- | -------------- |
| 34 Punkte | 3.09.2012 20:14 | Australien   | Ellie Cole Maddison Elliott Katherine Downie Jacqueline Freney | 4:20,39      | USA            | Susan Beth Scott Victoria Arlen Jessica Long Anna Eames | 4:24,57        | Großbritannien | Stephanie Millward Claire Cashmore Susannah Rodgers Louise Watkin | 4:24,71        |

### 4 × 100 Meter Lagen Staffel
| Klasse    | Datum           | Goldmedaille | Goldmedaille                                                     | Goldmedaille | Silbermedaille | Silbermedaille                                                       | Silbermedaille | Bronzemedaille | Bronzemedaille                                                | Bronzemedaille |
| Klasse    | Datum           | Land         | Sportler                                                         | Zeit (min)   | Land           | Sportler                                                             | Zeit (min)     | Land           | Sportler                                                      | Zeit (min)     |
| --------- | --------------- | ------------ | ---------------------------------------------------------------- | ------------ | -------------- | -------------------------------------------------------------------- | -------------- | -------------- | ------------------------------------------------------------- | -------------- |
| 34 Punkte | 7.09.2012 20:34 | Australien   | Ellie Cole Katherine Downie Annabelle Williams Jacqueline Freney | 4:53,95      | Großbritannien | Heather Frederiksen Claire Cashmore Stephanie Millward Louise Watkin | 4:53,98        | USA            | Susan Beth Scott Anna Johannes Jessica Long Mallory Weggemann | 4:54,13        |